# 謝姆廖夫斯科耶湖
55°02′06″N 33°56′32″E / 55.03500°N 33.94222°E
謝姆廖夫斯科耶湖（俄语：Семлёвское озеро），是俄羅斯的湖泊，位於該國西部斯摩棱斯克州，由維亞濟馬區負責管轄，長0.2公里、寬0.15公里，面積0.022平方公里，海拔高度235米，最大水深6米。